# Messor kasakorum
Messor kasakorum  (лат.) — вид муравьёв-жнецов рода Messor (триба Pheidolini, подсемейство Мирмицины). Казахстан, Россия (Нижнее Поволжье). Галофил, пустыни и степи. Собирают семена растений. Голова и брюшко чёрные, грудка — красно-коричневая. Скапус усика в основании уплощен, несёт лопасть. Стебелёк между грудкой и брюшком состоит из двух члеников: петиолюса и постпетиолюса (последний четко отделен от брюшка), жало развито, куколки голые (без кокона).